# Aidhausen
Aidhausen è un comune tedesco di 1 679 abitanti, situato nel Land della Baviera.